# Биатлон на зимних Паралимпийских играх 2014
Состязания по биатлону на зимних Паралимпийских играх 2014 в Сочи прошли с 8 по 14 марта в комплексе для соревнований по лыжным гонкам и биатлону «Лаура», расположенном возле Красной Поляны. Было разыграно 18 комплектов наград, что на шесть больше, чем в 2010 году.

## Медальный зачёт
Жирным шрифтом выделено самое большое количество медалей в своей категории
| Общее количество медалей |          |        |         |        |       |
| Место                    | Страна   | Золото | Серебро | Бронза | Всего |
| 1                        | Россия   | 8      | 8       | 3      | 19    |
| 2                        | Украина  | 2      | 2       | 5      | 9     |
| 3                        | Германия | 2      | 0       | 0      | 2     |
| 4                        | Канада   | 0      | 1       | 1      | 2     |
| 5                        | Норвегия | 0      | 1       | 0      | 1     |
| 6                        | Беларусь | 0      | 0       | 2      | 2     |
| 7                        | Япония   | 0      | 0       | 1      | 1     |
| Всего                    | Всего    | 12     | 12      | 12     | 36    |

## Медалисты

### Мужчины
| Дисциплина                   | Золото                                           | Серебро                                                 | Бронза                                                                                             |
| 7,5 км, сидя                 | Роман Петушков Россия                            | Максим Яровый Украина                                   | Кодзо Кубо Япония                                                                                  |
| 7,5 км, стоя                 | Владислав Лекомцев Россия                        | Марк Арендс Канада                                      | Азат Карачурин Россия                                                                              |
| 7,5 км, с нарушением зрения  | Виталий Лукьяненко ведущий — Борис Бабар Украина | Николай Полухин ведущий — Андрей Токарев Россия         | Василий Шаптебой ведущий — Михаил Лебедев Беларусь                                                 |
| 12,5 км, сидя                | Роман Петушков Россия                            | Алексей Быченок Россия                                  | Григорий Мурыгин Россия                                                                            |
| 12,5 км, стоя                | Азат Карачурин Россия                            | Нильс Эрик Ульсет Норвегия                              | Марк Арендс Канада                                                                                 |
| 12,5 км, с нарушением зрения | Виталий Лукьяненко ведущий — Борис Бабар Украина | Николай Полухин ведущий — Андрей Токарев Россия         | Василий Шаптебой ведущий — Михаил Лебедев Беларусь                                                 |
| 15 км, сидя                  | Роман Петушков Россия                            | Григорий Мурыгин Россия                                 | Александр Давидович Россия                                                                         |
| 15 км, стоя                  | Григорий Вовчинский Украина                      | Нильс Эрик Ульсет Норвегия                              | Кирилл Михайлов Россия                                                                             |
| 15 км, с нарушением зрения   | Николай Полухин ведущий — Андрей Токарев Россия  | Анатолий Ковалевский ведущий — Александр Мукшин Украина | Виталий Лукьяненко ведущий — Борис Бабар Украина Станислав Чохлаев ведущий — Максим Пирогов Россия |

### Женщины
| Дисциплина                   | Золото                                           | Серебро                                          | Бронза                                           |
| 6 км, сидя                   | Андреа Эскау Германия                            | Светлана Коновалова Россия                       | Елена Юрковская Украина                          |
| 6 км, стоя                   | Алёна Кауфман Россия                             | Анна Миленина Россия                             | Юлия Батенкова Украина                           |
| 6 км, с нарушением зрения    | Михалина Лысова ведущий — Алексей Иванов Россия  | Юлия Будалеева ведущий — Татьяна Мальцева Россия | Оксана Шишкова ведущий — Лада Нестеренко Украина |
| 10 км, сидя                  | Аня Викер Германия                               | Светлана Коновалова Россия                       | Людмила Павленко Украина                         |
| 10 км, стоя                  | Алёна Кауфман Россия                             | Александра Кононова Украина                      | Наталья Братюк Россия                            |
| 10 км, с нарушением зрения   | Михалина Лысова ведущий — Алексей Иванов Россия  | Юлия Будалеева ведущий — Татьяна Мальцева Россия | Оксана Шишкова ведущий — Лада Нестеренко Украина |
| 12,5 км, сидя                | Светлана Коновалова Россия                       | Аня Викер Германия                               | Елена Юрковская Украина                          |
| 12,5 км, стоя                | Александра Кононова Украина                      | Алёна Кауфман Россия                             | Наталья Братюк Россия                            |
| 12,5 км, с нарушением зрения | Юлия Будалеева ведущий — Татьяна Мальцева Россия | Михалина Лысова ведущий — Алексей Иванов Россия  | Оксана Шишкова ведущий — Лада Нестеренко Украина |